# Cinguloterebra salisburyi
Cinguloterebra salisburyi is een slakkensoort uit de familie van de Terebridae. De wetenschappelijke naam van de soort is voor het eerst geldig gepubliceerd in 1998 door Drivas & Jay.